# Indicatif régional 563

Carte de l'État de l'Iowa avec les territoires de ses indicatifs régionaux. L'indicatif régional 563 est en rouge.

L'indicatif régional 563 est l'un des indicatifs téléphoniques régionaux de l'État de l'Iowa aux États-Unis. Cet indicatif couvre un territoire situé à l'est de l'État.
La carte ci-contre indique en rouge le territoire couvert par l'indicatif 563.
L'indicatif régional 563 fait partie du Plan de numérotation nord-américain.

## Principales villes desservies par l'indicatif
- Bellevue
- Bettendorf
- Cascade
- Clinton
- Cresco
- Davenport
- Decorah
- Dubuque
- Dyersville
- Eldridge
- Elkader
- Manchester
- Maquoketa
- Muscatine
- Postville
- Walcott
- Waukon
- West Union
- Wilton
- Worthington

## Source
- (en) Cet article est partiellement ou en totalité issu de l’article de Wikipédia en anglais intitulé « Area code 563 » (voir la liste des auteurs).